# Paradise Heights
Paradise Heights – jednostka osadnicza w Stanach Zjednoczonych, w stanie Floryda, w hrabstwie Orange.